# Tetris Worlds
 (avril 2020).
Si vous disposez d'ouvrages ou d'articles de référence ou si vous connaissez des sites web de qualité traitant du thème abordé ici, merci de compléter l'article en donnant les références utiles à sa vérifiabilité et en les liant à la section « Notes et références ».
Tetris Worlds est l’une des versions du populaire jeu vidéo Tetris. Cette version a été lancée en 2001 pour PC et Game Boy Advance, pour être ensuite adaptée au Xbox, GameCube et PlayStation 2 en 2002.
Les différentes adaptations du jeu ont été conçues par trois développeurs  différents, selon la plate-forme pour laquelle a été adaptée le jeu. Ainsi, Blue Planet Software développa la version sur PC et PlayStation 2, Radical Entertainment se chargea de la version sur GameCube et Xbox, alors que la version pour Game Boy Advance fut développée par 3d6 Games. Toutes les versions furent éditées par THQ.

## Système de jeu
Le jeu consiste en une partie simple de Tetris comme les autres versions. Toutefois, le joueur a accès à 6 modes de jeu différents qui permettent de modifier l’expérience du jeu : le classique, le sticky, le fusion, le hotline, le cascade et le mode multijoueur.

### Mode histoire
Le joueur peut envoyer ses Mino Tetrinaut dans six mondes différents, où il/elle jouera ensuite la variante du jeu Tetris correspondant à ce monde. Quand le joueur effectue suffisamment de parties dans un monde donné, davantage de Minos sont sauvés. Plus le joueur est doué, et plus le nombre de Minos sauvés augmente. Le monde sera ensuite transformé en terre d’accueil pour les Minos.

### Mode arcade
Il s’agit d’un mode où le joueur effectue une partie de Tetris d’une durée de deux minutes, de n’importe quelle variante. C’est aussi dans ce mode que les parties à plusieurs joueurs sont possibles. Les variantes possibles listées dans le menu du Mode Arcade sont les suivantes :
- Tetris : il s’agit d’une partie normale de Tetris, où la partie se termine lorsque le joueur perd, c’est-à-dire lorsque les Tétrominos atteignent le haut de l’écran.
- Tetris carré : Tout en jouant à Tetris, le joueur doit tenter de combiner les tétrominos carrés afin de former des carrés de 4x4. Le joueur obtient un bonus de points lorsqu’il complète une ligne qui contient un carré de 4×4.
- Tetris cascade : Le joueur doit tenter de provoquer un effet cascade qui causera la complétion de plusieurs lignes de suite. En effet, lorsque le joueur complète une ligne et est qu’elle disparaît, les blocs supérieurs tombent et peuvent compléter les lignes inférieures, d’où l’effet de cascade.
- Tetris sticky : L’objectif de cette variante est de faire disparaître la ligne de blocs résidus placés au bas de l’écran. Pour ce faire, le joueur doit embriquer des Tétrominos composés de petits cubes de couleur différente. Chaque couleur différente composant un Tétromino se détache de celui-ci en mode cascade lorsqu’il est déposé. Les blocs de même couleur collent ensemble (d’où le nom sticky) pour former de plus grosses masses indissociables. Lorsque 25 blocs de même couleur sont connectés, une ‘’masse critique’’ est formée et ils disparaissent de l'écran de jeu.
- Tetris hotline : Dans cette version, six lignes de couleur (hotline) sont disposées sur l'écran de jeu. En fait, ces six lignes disposées à hauteur différentes déterminent l’endroit où le joueur doit compléter des lignes de Tétromino. La hotline la plus élevée (qui est aussi la plus dangereuse à viser) donne le plus de points parmi les six. Si le joueur complète une ligne ailleurs que sur les hotlines, elle ne lui rapporte aucun point.
- Tetris fusion : L’objectif principal de cette variante n’est pas de compléter des lignes, mais de connecter un certain nombre de blocs atomes sur un bloc fusion situé au bas de l’écran. Le joueur complète des lignes afin de libérer le bloc fusion et connecter les atomes (qui peuvent tomber par effet de cascade), et accéder au niveau suivant.
- Tetris populaire (sur GBA seulement) : ce mode caché permet de jouer au Tetris en version originale. Le joueur doit imbriquer des Tétrominos en ligne continue pour les faire disparaître et obtenir des points, et le niveau augmente à chaque fois que le joueur a fait disparaître 10 lignes. Le nombre de points accordés au joueur est plus élevé à chaque niveau supérieur et il n’y a pas de limite de temps. Toutefois, ce mode cesse de compter les points lorsque le joueur atteint un trillion (c’est-à-dire bien plus que la version Game Boy qui n’autorisait qu’un maximum de 999 999). Le joueur accède à cette version en maintenant le bouton L enfoncé tout en appuyant sur Select lorsqu’il se trouve sur le menu de jeu ‘’Marathon’’.

## Accueil
Bien que Tetris World ait reçu quelques critiques positives, la majorité des critiques lui attribuent une note médiocre ou négative.
Dans la version pour PC, PS2 et GBA, le système de jeu diffère du jeu original dans la manière de placer les Tetrominos. Dans le jeu original, lorsqu’un Tetromino touche le bas de l’écran, il fige et il n’est alors plus possible d’en changer la position. Toutefois, les nouvelles versions permettent au joueur de modifier la position de la pièce (soit lui faire effectuer une rotation ou la bouger) une fois qu’elle a atteint le bas de l’écran et ce, jusqu’à ce qu’il décide de la figer en place. Les critiques s’opposent au "Easy spin" en arguant que cette façon de faire rend le jeu trop facile, et GameSpot a statué que ça «brisait Tetris». Toutefois, tel que mentionné ci haut, la version GBA possède un mode caché intitulé "Tetris populaire" qui permet d’accéder à une version originale de Tetris, sans l’option critiquée. Toutefois, puisqu’il s’agit d’une version cachée qui ne figure pas dans la présentation du jeu « par défaut », plusieurs critiques sont passés à côté de ce fait.
Dans la version pour GameCube et Xbox, l’option "Easy spin" peut être désamorcé. Les critiques demeurent néanmoins partagées pour ces versions également.
En fait, c’est la version de Tetris Worlds sur Xbox Live qui reçoit les meilleures critiques.